# Jocs Mundials
Els Jocs Mundials són esdeveniments esportius multidisciplinaris en els quals participen atletes de tot el món, i les proves són esports que no participen en els Jocs Olímpics. Estan organitzats per l'Associació Internacional dels Jocs Mundials (IWGA), sota patrocini del Comitè Olímpic Internacional.
Els esports que estan en el programa dels Jocs Mundials són aquells que no són esports olímpics o ho van ser en èpoques passades. La participació que pogués tenir cada competició és tinguda en compte pel CIO, en els seus objectius terminals per a triar nous esports olímpics. Hi ha dues modalitats: esport de competició, on l'atleta lluita per les medalles, i esport d'exhibició o invitació, en què no es competeix per medalles. El nombre d'esports en cada edició varia, ja que una de les regles dels jocs és que en triar la ciutat seu aquesta no ha de gastar en la construcció de noves instal·lacions, ocupant-se únicament les que ja existeixen.

## Esports
Els esports en què es competeix en els jocs poden ser qualsevol que no sigui part de les olimpíades. Alguns participants en les primeres edicions, com el taekwondo o el triatló, van passar a ser reconeguts com a esports olímpics amb posterioritat i com a conseqüència ja no celebren competicions en l'esdeveniment. Uns altres que van ser reconeguts pel COI com el beisbol i el softbol van perdre la seva categoria olímpica posteriorment i tornaran a ser part dels jocs mundials. Addicionalment les disciplines olímpiques poden celebrar esdeveniments en proves que no siguin part de l'olimpíada, tal va ser el cas, en algunes edicions, de l'halterofília o el waterpolo femení.
Per l'edició de 2017 i posteriors, els esports oficials només poden ser escollits per l'Associació Internacional de Jocs Mundials, IWGA. Només esports d'aquelles federacions internacionals que pertanyen a la IWGA poden ser seleccionats. Des de 2022, els esports oficials són seleccionats per la IWGA i la ciutat seu pot incloure algun esport no pertanyent a la IWGA.
| Esport                    | Oficial | Convidat                                                 |
| ------------------------- | --- | -------------------------------------------------------- |
| Aikido                    | | 1989–2005                                                |
| Aixecament de potència    | 1981– |                                                          |
| Bàdminton                 | 1981 |                                                          |
| Ball esportiu             | 1997– |                                                          |
| Beisbol – Softbol         | Beisbol: 1981, Softbol (masc.): 1981, Softbol (fem.): 1981–85, 2022                                                 | Softbol: 2009–2013                                       |
| Billar                    | Billar de caramboles, Pool, Snooker: 2001–                                                                          |                                                          |
| Bitlles                   | Ten pin: 1981–, Nine pin: 2005                                                                                      |                                                          |
| Boomerang                 | | 1989                                                     |
| Bot dragó                 | | 2005–2009                                                |
| Caiac polo                | Caiac polo: 2005–, Marató: 2022                                                                                     | Marató: 2013                                             |
| Casting (pesca)           | 1981–1985, 1993–2005                                                                                                |                                                          |
| Ciclisme                  | Artístic: 1989, Ciclobol: 1989                                                                                      |                                                          |
| Corfbol                   | 1985– |                                                          |
| Culturisme                | 1981–2009 |                                                          |
| Disc volador              | Ultimate: 2001–, Disc golf: 2001                                                                                    | Ultimate: 1989                                           |
| Equitació                 | | Volteig: 1993                                            |
| Escalada esportiva        | Plom: 2005– , Velocitat: 2005- , Blocs: 2017-                                                                       |                                                          |
| Esports aeris             | Paracaigudisme: 1997–, Parapent: 2013, Acrobàcia: 2017, Paramotor: 2017, Curses de drons: 2022                      |                                                          |
| Esports de boles          | Petanca: 1985–, Lionesa: 2001–, Raffa: 2009–2017                                                                    | Lionesa: 1997                                            |
| Esquaix                   | 1997, 2005– |                                                          |
| Esquí aquàtic             | 1981–, Descalç: 1997–2009, Surfesquí: 2001–, Cable surfesquí: 2005                                                  | Descalç: 1993                                            |
| Fistbol                   | 1985– |                                                          |
| Futbol americà            | | 2005, 2017, Futbol flag 2022                             |
| Gateball                  | | 2001                                                     |
| Gimnàstica                | Trampolí: 1981–, Túmbling: 1981–, Acrobàtic: 1993–, Aeròbic: 1997–, Rítmic: 2001–, Parkour: 2022                    |                                                          |
| Halterofília              | Femení: 1997 |                                                          |
| Handbol platja            | 2013– | 2001–2009                                                |
| Hoquei pista              | 2017– | 1997                                                     |
| Hoquei sala               | | 2005                                                     |
| Joc d'estirar la corda    | Outdoor: 1981–, Indoor: 2005–2017                                                                                   | Indoor: 1993–2001                                        |
| Jujutsu                   | Duo: 1997–, Lluita: 1997–, Ne-waza: 2013–                                                                           |                                                          |
| Karate                    | Kata: 1981– , Kumite: 1981–                                                                                         |                                                          |
| Kickboxing                | 2022 | 2017                                                     |
| Lacrosse                  | Femení: 2017, Femení 6v6: 2022                                                                                      | Masculí 6v6: 2022                                        |
| Minigolf                  | | 1989                                                     |
| Motociclisme              | | Motocròs: 1985, Speedway: 1985, 2017, Trial indoor: 2005 |
| Muay thai                 | 2017– |                                                          |
| Natació amb aletes        | 1981– |                                                          |
| Netball                   | 1985–1993 |                                                          |
| Orientació                | 2001– |                                                          |
| Patinatge                 | Artístic: 1981–, Hoquei patins: 1981–1993, 2001, Hoquei sobre patins en línia: 2005–, Patinatge de velocitat: 1981– |                                                          |
| Pentatló militar          | | 1997                                                     |
| Pesäpallo                 | | 1997                                                     |
| Raquetbol                 | 1981–85, 1993, 2009–2013, 2022                                                                                      |                                                          |
| Rem                       | | Indoor: 2017                                             |
| Rugbi                     | Rugbi a 7: 2001–2013                                                                                                |                                                          |
| Rugbi amb cadira de rodes | | 2022                                                     |
| Sambo                     | 1985, 1993 |                                                          |
| Salvament esportiu        | Pool: 1985–, Platja: 2001–2009, Cursa per equips combinada: 2001–2009                                               |                                                          |
| Sumo                      | 2005– | 2001                                                     |
| Taekwondo                 | 1981–1993 |                                                          |
| Tchoukball                | | 2009                                                     |
| Tir amb arc               | Camp: 1985–, Objectiu: 2017–                                                                                        |                                                          |
| Triatló                   | 1993 | 1989, Duatló: 2013, 2022                                 |
| Twirling baton            | | 1993                                                     |
| Voleibol platja           | 1993 |                                                          |
| Waterpolo                 | | Femení: 1981                                             |
| Wushu                     | | Sanda, Taolu: 2009–2013, Taolu: 2022                     |

1. ↑  Només aquelles disciplines no incloses en el programa olímpic.

## Edicions
| Edició | Any  | Seu                       | Esports oficials | Esports convidats | Països | Atletes     | Líder medaller |
| ------ | ---- | ------------------------- | ---------------- | ----------------- | ------ | ----------- | -------------- |
| I      | 1981 | Estats Units, Santa Clara | 15               | 1                 | 58     | 1400 (est.) | Estats Units   |
| II     | 1985 | Regne Unit, Londres       | 20               | 1                 | 51     | 1410        | Itàlia         |
| III    | 1989 | RFA, Karlsruhe            | 18               | 2                 | 50     | 1359        | Itàlia         |
| IV     | 1993 | Països Baixos, La Haia    | 21               | 4                 | 67     | 2026        | Alemanya       |
| V      | 1997 | Finlàndia, Lahti          | 20               | 6                 | 60     | 2016        | Estats Units   |
| VI     | 2001 | Japó, Akita               | 22               | 5                 | 80     | 2380        | Rússia         |
| VII    | 2005 | Alemanya, Duisburg        | 26               | 6                 | 93     | 3149        | Rússia         |
| VIII   | 2009 | Xina Taipei, Kaohsiung    | 25               | 5                 | 84     | 2908        | Rússia         |
| IX     | 2013 | Colòmbia, Cali            | 26               | 4                 | 91     | 3103        | Itàlia         |
| X      | 2017 | Polònia, Wrocław          | 27               | 4                 | 102    | 3430        | Rússia         |
| XI     | 2022 | Estats Units, Birmingham  | 30               | 5                 | 99     | 3457        | Alemanya       |
| XII    | 2025 | R.P. de la Xina, Chengdu  |                  |                   |        |             |                |
| XIII   | 2029 |                           |                  |                   |        |             |                |